# خوروستتا
خوروستتا (به لهستانی:  Horostyta) یک روستا در لهستان است که در گمینا ورکی واقع شده‌است.